# Coup d'État de 2024 au Tigré
Le coup d'État de 2024 au Tigré survient le 7 octobre 2024 lorsque le Front de libération du peuple du Tigré (TPLF) annonce la destitution du président de l'Administration régionale intérimaire du Tigré (en) (IRAT), Getachew Reda (en), et de plusieurs autres responsables clés de leurs postes dans ce qui est qualifié de coup d'État interne au sein de la direction régionale,,,,. Le bureau de l'Administration régionale intérimaire du Tigré (IRAT) du président publie une déclaration annonçant que le TPLF déclare un coup d'État public. Ce bouleversement politique, mené par le vétéran du TPLF Debretsion Gebremichael (PhD), intensifie les tensions dans la région, suscitant des inquiétudes quant à la stabilité de l'IRAT.

## Contexte
L'IRAT est créée à la suite de l'accord de paix de Pretoria entre le gouvernement éthiopien et le TPLF en novembre 2022. Son objectif principal est de stabiliser la région, de mettre en œuvre les termes de l'accord et de superviser la reconstruction du Tigré après des années de guerre civile. Cependant, les divisions internes au sein du TPLF s'accroissent au cours des deux dernières années, aboutissant à l'expulsion de Getachew Reda et d'autres hauts responsables du parti.

### Tensions au sein du TPLF
La lutte politique au sein du TPLF découle des divisions croissantes entre Debretsion Gebremichael, le dirigeant de longue date du parti, et Getachew Reda, qui est considéré comme une figure importante de l'administration intérimaire. Cette division s'aggrave après le 14e congrès du TPLF, au cours duquel Getachew est expulsé du parti.
Les dirigeants du TPLF accusent l'administration de Getachew de ne pas s'être concentrée sur les responsabilités essentielles décrites dans l'accord de paix, qui accorde la priorité à la fourniture de services essentiels et aux efforts de reconstruction dans la région déchirée par la guerre. Le parti avertit que le gouvernement intérimaire se positionne comme un organe de gouvernance permanent, ce qui compromet la nature transitoire de l'administration.

## Coup d'État
Le 7 octobre 2024, le TPLF publie une déclaration annonçant que Getachew Reda est démis de ses fonctions de président de l'IRAT. Plusieurs autres membres importants du cabinet, dont Beyene Mekru, le professeur Kindeya Gebrehiwot (en), Hagos Godefay et Almaz Gebretsadq sont également démis de leurs fonctions. ainsi que les dirigeants de six zones de la région du Tigré.
Abraham Tekeste (en), ancien ministre éthiopien des Finances, figure parmi les sept nouveaux dirigeants nommés pour remplacer les fonctionnaires évincés. Le TPLF souligne que ces changements sont apportés parce que l'administration intérimaire, dont Getachew Reda, a outrepassé son mandat. Le parti accuse l'administration de tenter de consolider le pouvoir et de fonctionner comme un gouvernement permanent, contrairement aux termes énoncés dans l'accord de Pretoria.

## Conséquences
Le limogeage de Getachew Reda et d'autres personnalités clés par le TPLF créé un environnement politique extrêmement instable au Tigré. L'administration régionale est désormais confrontée à d'importants défis internes, avec des incertitudes entourant la transition de direction et le risque de nouveaux troubles politiques. Le TPLF déclare qu'il informera le gouvernement fédéral éthiopien et les autres parties concernées des changements de direction et souligne que les nouvelles nominations visent à garantir que les objectifs de l'accord de Pretoria soient atteints.